# Єрогін Михайло Михайлович
Михайло Михайлович Єрогін (1862 — ?) — депутат Державної думи I скликання від Гродненської губернії .

## Біографія

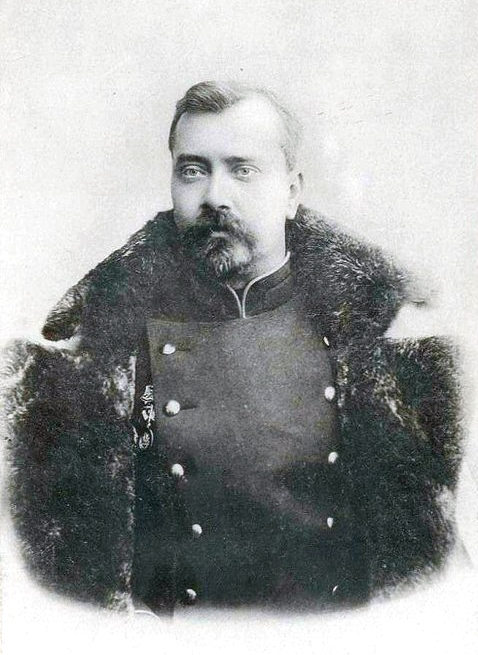
Єрогін Михайло Михайлович

Росіянин, православний, з нащадкових дворян. Землевласник Берестейського повіту. Був на військовій службі: підпоручик (7 серпня 1882 р.), поручик (7 серпня 1886 р.), штабс-капітан (26 лютого 1889 р.), капітан (15 березня 1892 р.) 8-го стрілецького полку, закінчив курс Миколаївської академії Генерального штабу. Деякий час перебував у постійному складі Офіцерської стрілецької школи і був ктитором церкви Святого Спиридона Триміфунтського, що знаходилася при школі, пізніше був вихователем Пажеського корпусу. Після виходу у відставку у чині підполковника повернувся до Гродненської губернії. Білостоцький повітовий ватажок дворянства, земський начальник.
26 березня 1906 року обраний до Державної думи I скликання від загального складу виборників Гродненського губернського виборчого збору. При обранні в I Думу виборці-селяни помилково розглядали його як «прогресиста». Виборщик із селян Гродненської губернії А. М. Санцевич, який вважав, " що Дума дасть землю: забере в панів і надасть її безкоштовно селянам;, у своїх спогадах пише: «М. М. Єрогін у південних селян нашої [Гродненської] губернії був особливого роду „кумиром“. М. М. завоював симпатії та інших селян; на його боці був і я». У ході голосування з'ясувалося, що «Єрогіну готувався провал, тому що при перебалотуванні Єрогіна і Якобсона [Якубсона (так правильно), які набрали однакову кількість голосів], пани [поляки] поклали б Єрогіну неодмінно чорні». І тоді Санцевич, ймовірний кандидат у депутати, зняв свою кандидатуру, щоб напевно провести Думу Єрогіна. Всупереч покладеним на нього надіям у Думі Єрогін заявив себе безпартійним і зайняв місце на крайньому правому фланзі.

### «Єрогинська живопирня»

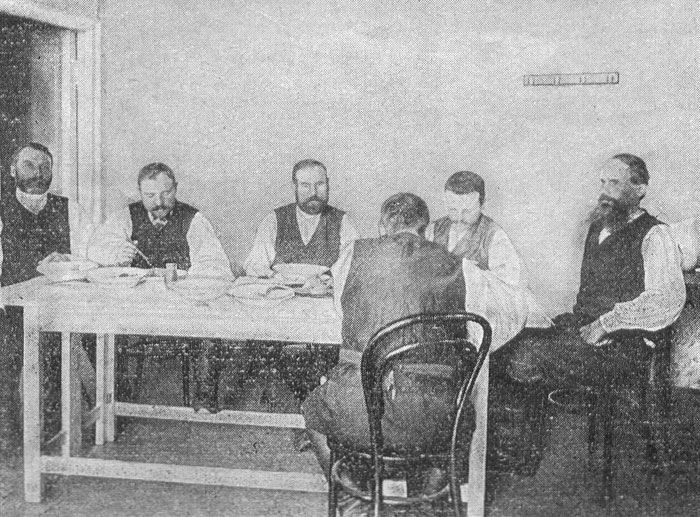
Гуртожиток для селян-депутатів І Державної думи. Депутати за обідом. м. Санкт-Петербург. 1906 рік. Фото М. М. Ольшанського

Припускають, що саме Єрогін запропонував міністру внутрішніх справ П. Н. Дурново провести «обробку» депутатів-селян для захисту від лівих ідей. Генерал Окремого корпусу жандармів П. П. Заварзін вважає, що план згуртувати в Думі надійні сили з селянства належав П. І. Рачковському, а Єрогін був його виконавцем. Так чи інакше, Дурново, підтримавши цю ідею, розіслав губернаторам циркуляр про направлення селянських депутатів до Єрогіна. Було підготовано програму проурядової пропаганди серед селян. Губернаторам з МВС надіслана була таємна телеграма «промацати» обраних у Думу селян і виділити тих, хто ґрунтовніший, для спрямування до Єрогіна. Як пише багаторічний співробітник П. А. Столипіна, згодом державний секретар С. Є. Крижановський, дії саме Столипіна привели до першого витоку в пресу про план Єрогіна: «Чи дивний збіг обставин, або намір тут був, або недосвідченість, але розпорядження це набуло розголосу на місці по Саратовській губернії, де губернатор П. А. Столипін став запрошувати обраних в Думу селян себе через урядників».
За підтримки міністерства внутрішніх справ в особняку на Кірочній вулиці було влаштовано щось на кшталт гуртожитку для приїжджих селян-депутатів з безкоштовним чаєм, цукром, білим хлібом та з відповідним ідеологічним обслуговуванням.. Розгорівся газетний скандал. Єрогін звернувся з відкритим листом до преси:
Травень 1906 року: Лист до редакції
М. м.! З приводу численних газетних статей, телеграм і нотаткыв, які з'явилися останнім часом про мене, покірніше прошу не відмовити помістити в шановній нашій газеті нижченаведене.
1) Жодних доручень міністерства внутрішніх справ я не виконував, бо таких не отримував.
2) Членів Державної Думи із селян, позапартійних, як і я, запросив зібратися на з'їзд до Петербургу за власною ініціативою.
3) Жодного відношення до господарських справ гуртожитку селян не мав і не маю і проживаю в іншому будинку, на власній квартирі: кут Таврійської та Кірочної, 5-52, кв. 17.
і 4) Ніяких урочистих обіцянок нікому не давав, бо завжди чинив і поступатиму незалежно від партій, як мені вкажуть обов'язок і совість.
З політичними поглядами моїми суспільство ознайомиться щодо майбутньої діяльності моєї в Державній Думі.
Член Державної Думи: Єрогін.
Інші газети прошу передрукувати
Ліва преса прозвала цей гуртожиток «Єрогинська живопирня», і як тільки він став улюбленою темою для карикатуристів, більшість селян покинула це житло і з'їхала в дорожчі готелі. Але були й інші вагоміші причини невдачі. Як пише генерал П. П. Заварзін: «Усім селянам, хоч би якими були праві, було властиве прагнення отримати землю. А тому, як тільки з'ясувалося, що ліві партії за відчуження, то з гуртожитку… один за одним усі депутати розбіглися».

#### Відгуки про М.М.Єрогіна та його план
П. П. Заварзін, генерал-майор Окремого корпусу жандармів:
«Великий» план Рачковського — залучення на бік уряду правих селян — зазнав повної катастрофи. Це був похорон надій, про які спочатку мріяв і Горемикін, на можливість створити в Думі слухняну більшість.
С. Є. Крижановський, державний секретар: 
Затія, однак, не вдалася, тому що Єрогін виявився людиною невідповідною, та ще й дуже обмеженою. Чоловіки незабаром від нього відхлинули і потрапили до інших мереж…
В. І. Ленін, лідер більшовиків: 
Із витівки Єрогіна вийшов тільки сором і для нього, і для уряду…

### Подальша доля
19-21 січня 1912 року М. М. Єрогін брав участь у перших зборах представників Всеросійського національного союзу, як голова місцевого відділу з Брест-Литовська Гродненської губернії. Його було обрано до складу Головної ради партії. Подальша доля Єрогіна невідома.

## Родина
Ймовірно, йдеться про сина М. М. Єрогіна, депутата першої думи: Єрогін Михайло Михайлович (пом. 1 березня 1921), капітан Корніловського артилерійського дивізіону 1-го армійського корпусу. Похований у могилі № 176, Галліполі, Туреччина.